# Nils Clausén (1826–1903)
Nils Clausén, född 18 november 1826 i Skellefteå landsförsamling, död 29 januari 1903 i Malmö, var en svensk rådman och  skeppsklarerare.

## Biografi
Clausén var son till Nils Clausén och Frederique (Fredrica) Clausén. År 1845 blev han student vid Uppsala universitet och fem år senare tog han kameralexamen. På 1860-talet var han bosatt på Stenbacka, nuvarande Stämningsgården, där han drev handel. Senare bytte han gård med lantmätare W O Widenstedt som hade sin bostad i Skellefteå stad. Därefter etablerade Clausén sig som skeppsklarerare. År 1856 blev han delägare i den 90 fot långa skonerten Freden tillsammans med fadern och bankdirektören Olof Christian Häggbom, som var gift med Clauséns syster.
Nils Clausén blev Skellefteå stads första rådman när staden fick egen jurisdiktion 1879. Clausén var gift med Fanny Sofia Adèle Ytterberg (1827–1896). I äktenskapet föddes barnen Nils Clausén (1854–1891) och Maria Clausén (1859–1901).